# لاگوآ رئال
لاگوآ رئال (به پرتغالی: Lagoa Real) یک منطقهٔ مسکونی در برزیل است که در باهیا واقع شده‌است. لاگوآ رئال ۱۵٬۷۷۰ نفر جمعیت دارد.